# Abschiebungshaft
Abschiebungshaft (in Österreich: Schubhaft, in der Schweiz: Ausschaffungshaft) ist ein Begriff aus dem Ausländerrecht. Es handelt sich um eine Freiheitsentziehung, die in festgelegten Situationen in Zusammenhang mit einer Abschiebung für eine bestimmte Dauer durch einen Richter, in Österreich und in der Schweiz auch durch eine Behörde, angeordnet werden kann.

## Deutschland

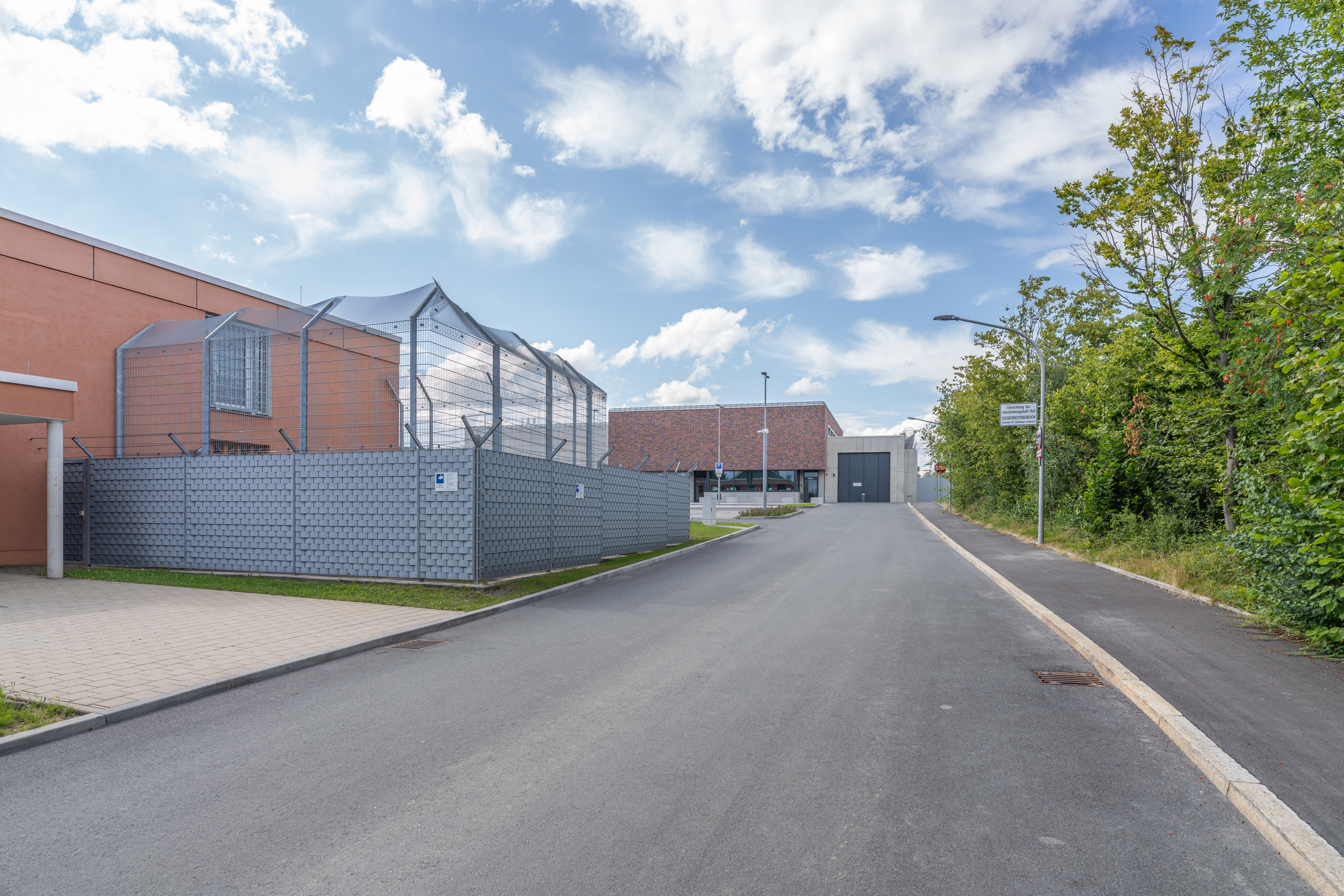
Abschiebungshafteinrichtung in Hof (Saale)

In Deutschland wird in der Rechtssprache der Begriff Abschiebungshaft (vgl. § 62 AufenthG) verwendet, im sonstigen Sprachgebrauch auch Abschiebehaft.
Ausländer dürfen sich in Deutschland nur dann aufhalten, wenn sie über ein Aufenthaltsrecht verfügen, z. B. als freizügigkeitsberechtigter EU-Bürger, als Inhaber eines gültigen Aufenthaltstitels oder wenn sie von Gesetzes wegen vom Erfordernis eines Aufenthaltstitels befreit sind, z. B. im Rahmen eines kurzfristigen visumsfreien Aufenthalts (vgl. Länderliste in Anhang II der EU-VisumsVO) oder auf Grund sonstiger Vergünstigungen (vgl. §§ 15 ff. Aufenthaltsverordnung (AufenthV)).
Ausländer, die kein explizites Recht zum Aufenthalt haben, sind auch ohne besondere Aufforderung verpflichtet, das Land zu verlassen (Ausreisepflicht, vgl. § 50 Abs. 2 AufenthG). Eine Duldung stellt insofern kein Aufenthaltsrecht dar, sondern sichert einem Ausländer nur eine befristete Aussetzung der Abschiebung zu.
Ist die Ausreisepflicht darüber hinaus vollziehbar (vgl. § 58 Abs. 2 AufenthG), eine gesetzte Ausreisefrist abgelaufen und die freiwillige Erfüllung der Ausreisepflicht nicht gesichert, dann hat die Behörde eine Abschiebung vorzunehmen, vgl. § 58 Abs. 1 AufenthG.
Nur wenn die Abschiebung nach den dargestellten Regelungen rechtlich möglich ist, kommt Abschiebungshaft in Form von Sicherungshaft in Frage. Anderes gilt für die Vorbereitungshaft, welche jedoch vergleichsweise selten angeordnet wird.
Im deutschen Recht ist die Anordnung und der Vollzug von Abschiebungshaft bei Minderjährigen nicht generell ausgeschlossen. Jedoch sind andere Unterbringungsformen stets vorzuziehen und Haft nur als letztes Mittel zulässig. Die antragstellende Behörde hat im Haftantrag entsprechend umfassend darzulegen, welche anderen Unterbringungsmöglichkeiten sie in Betracht gezogen hat und warum diese im konkreten Fall als unzureichend angesehen wurden. In der Regel verletzt die Anordnung von Abschiebungshaft gegen Minderjährige das Verhältnismäßigkeitsprinzip.

### Arten der aufenthaltsrechtlichen Freiheitsentziehung
Das deutsche Recht kennt vier Arten der aufenthaltsrechtlichen Freiheitsentziehungen:
1. die Überstellungshaft (§ 2 Abs. 14 AufenthG)
2. die Abschiebungshaft (§ 62 AufenthG)
3. das Ausreisegewahrsam (§ 62b AufenthG) und
4. die Ergänzende Vorbereitungshaft (§ 62c AufenthG).

Dazu kommen noch die beiden grenzpolizeilichen Freiheitsentziehungsarten:
1. die Zurückweisungshaft (§ 15 Abs. 5 AufenthG)
2. die Zurückschiebungshaft (§ 57 Abs. 3 AufenthG in Verbindung mit §§ 62 und 62a AufenthG)

#### Abschiebungshaft
Die Abschiebungshaft gibt es in drei Formen:
- Vorbereitungshaft:
  - Diese wird angewandt, wenn der betroffene Ausländer zur Vorbereitung einer Ausweisung oder Abschiebungsanordnung (§ 58a AufenthG) auf richterliche Anordnung in Haft genommen wird. Dies geschieht dann, wenn über die Ausweisung nicht sofort entschieden werden kann und die (nachfolgende) Abschiebung ohne die Inhaftnahme wesentlich erschwert oder vereitelt würde.
  - Die Dauer der Vorbereitungshaft soll sechs Wochen nicht überschreiten. Wenn über die Ausweisung zum Nachteil des Betroffenen entschieden wurde, kann die Haft ohne neue richterliche Anordnung bis zum Ende der angeordneten Haftdauer fortgesetzt werden.
- Sicherungshaft:
  - Diese wird angewandt, wenn

  1. Fluchtgefahr besteht (§ 62 Abs. 3 S. 1 Nr. 1 AufenthG) – Die Fluchtgefahr wird in den Absätzen 3a und 3b definiert und geregelt.
  2. der Ausländer auf Grund einer unerlaubten Einreise vollziehbar ausreisepflichtig ist oder nach einer erlaubten Einreise vollziehbar ausreisepflichtig geworden ist (§ 62 Abs. 3 S. 1 Nr. 2 AufenthG),
  3. eine Abschiebungsanordnung nach § 58a ergangen ist, diese aber nicht unmittelbar vollzogen werden kann (§ 62 Abs. 3 S. 1 Nr. 3 AufenthG).
  4. der Ausländer entgegen einem Einreise- und Aufenthaltsverbot in das Bundesgebiet eingereist ist und sich darin aufhält (§ 62 Abs. 3 S. 1 Nr. 4 AufenthG).

  - Die Sicherungshaft ist unzulässig, wenn feststeht, dass aus Gründen, die der Ausländer nicht zu vertreten hat, die Abschiebung nicht innerhalb der nächsten sechs Monate durchgeführt werden kann. Sie kann in Fällen, in denen die Abschiebung aus von dem Ausländer zu vertretenden Gründen nicht vollzogen werden kann, um höchstens zwölf Monate verlängert werden.
- Mitwirkungshaft:
  - Diese Haftart (§ 62 Abs. 6 AufenthG) dient der Sicherstellung der Anwesenheit des Ausländers bei einer medizinischen Untersuchung oder einer Botschaftsvorführung.

#### Ausreisegewahrsam
Unabhängig von den Voraussetzungen der Sicherungshaft nach § 62 Absatz 3 AufenthG, insbesondere vom Vorliegen der Fluchtgefahr, kann ein Ausländer zur Sicherung der Durchführbarkeit der Abschiebung auf richterliche Anordnung in Gewahrsam genommen werden, wenn
- 1. die Ausreisefrist abgelaufen ist, es sei denn, der Ausländer ist unverschuldet an der Ausreise gehindert oder die Überschreitung der Ausreisefrist ist nicht erheblich,
- 2. feststeht, dass die Abschiebung innerhalb dieser Frist durchgeführt werden kann und
- 3. der Ausländer ein Verhalten gezeigt hat, das erwarten lässt, dass er die Abschiebung erschweren oder vereiteln wird. Das wird vermutet, wenn er
  - a) seine gesetzlichen Mitwirkungspflichten verletzt hat,
  - b) über seine Identität oder Staatsangehörigkeit getäuscht hat,
  - c) wegen einer im Bundesgebiet begangenen vorsätzlichen Straftat verurteilt wurde, wobei Geldstrafen von insgesamt bis zu 50 Tagessätzen außer Betracht bleiben oder
  - d) die Frist zur Ausreise um mehr als 30 Tage überschritten hat.

Der Ausreisegewahrsam wird ebenfalls von der Ausländerbehörde beantragt und von einem Richter angeordnet. Der Unterschied zur Sicherungshaft, bzw. Abschiebungshaft liegt darin, dass er lediglich für maximal 28 Tage angeordnet werden darf (§ 62b Abs. 1 AufenthG, bis 26. Februar 2024 lag die Höchstdauer bei 10 Tagen). Weithin kann ein Richter im Gegensatz zur Sicherungshaft, die beim Vorliegen der Haftgründe anzuordnen ist, von der Anordnungen des Ausreisegewahrsams, trotz Vorliegens der für die Anordnung notwendigen Voraussetzungen, absehen.

#### Überstellungshaft
Der Bundesgerichtshof befand im Juni 2014, dass Flüchtlinge, die auf ihre Überstellung in ein anderes EU-Land warten, nicht auf Grund aller der in § 62 Abs. 3 AufenthG genannten Haftgründe in Abschiebungshaft genommen werden dürfen. Eine Inhaftnahme auf Grund einiger dieser Haftgründe wäre dem Gericht zufolge nicht konform mit der nach dem 1. Januar 2014 unmittelbar anzuwendenden Dublin-III-Verordnung. Denn eine Inhaftierung setzt eine nach objektiven gesetzlich festgelegten Kriterien im Einzelfall feststellbare „erhebliche Fluchtgefahr“ voraus; das geltende deutsche Aufenthaltsgesetz genügte diesen Anforderungen jedoch nicht in allen Punkten. Mit der Einführung des § 2 Abs. 14 und Abs. 15 AufenthG wurden daraufhin derartige Haftgründe ausdrücklich definiert. Die Abschiebungshaft im Regelungsbereich der Dublin-III-Verordnung wird seitdem nur noch auf diese Vorschrift in Verbindung mit Art. 28 Dublin-III-Verordnung selbst gestützt. Ein Rückgriff auf § 62 Abs. 3 AufenthG ist demnach nicht notwendig, aber auch unzulässig. Der Begriff „Abschiebungshaft“ umfasst jedoch auch die derartige Anordnung. Mittlerweile ist die Überstellungshaft nur noch in § 2 Abs. 14 abschließend geregelt.

### Rechtliche Rahmenbedingungen

#### Verfahren
Die Freiheitsentziehung wird von der Ausländerbehörde oder der Landespolizei (§ 71 Abs. 5 AufenthG) bei dem örtlich und sachlich zuständigen Amtsgericht beantragt; im Falle von Haft zur Sicherung der Zurückschiebung oder Zurückweisung erfolgt die Antragstellung durch die Bundespolizei.
Es gelten die Regeln des 7. Buches (Verfahren in Freiheitsentziehungssachen) des Familienverfahrensgesetzes (FamFG). Die Beiordnung eines Rechtsanwalts im Rahmen von Verfahrenskostenhilfe (§§ 76ff. FamFG) ist möglich, in der Praxis erfolgt eine Entscheidung über die Verfahrenskostenhilfe jedoch häufig erst zusammen mit der Entscheidung über den Haftantrag selbst. Im Rahmen des Rückführungsverbesserungsgesetz wurde am 27. Februar 2024 die Bestellung eines Pflichtanwalts eingeführt, sofern die Betroffenen noch nicht über eine anwaltliche Vertretung verfügen (§ 62d AufenthG).

#### Sonstige Regelungen
Der EuGH entschied 2014, dass Deutschland und andere EU-Mitgliedstaaten sich nicht auf das Fehlen spezieller Hafteinrichtungen in einem Teil des Hoheitsgebiets berufen dürfen, um abzuschiebende Drittstaatsangehörige in gewöhnlichen Haftanstalten unterzubringen.
Die Unterbringung von Abschiebbungshäftlingen im Strafvollzug war zuvor in zehn der 16 Bundesländer üblich, die über keine gesonderten Einrichtungen verfügten.
Die Abschiebungshaft gilt rechtlich nicht als Strafe. Erweist sich die Durchführung von Abschiebungshaft nachträglich als rechtswidrig, hat der Betroffene daher auch keinen Anspruch auf Haftentschädigung nach dem Gesetz über die Entschädigung für Strafverfolgungsmaßnahmen. Allerdings besteht in der Regel ein Anspruch auf Schadensersatz im Rahmen der Amtshaftung oder nach Art. 5 Abs. 5 EMRK, wobei sich die Justizverwaltungen und die Rechtsprechung dann häufig an den Vorschriften zur Haftentschädigung nach dem StrEG orientieren.

### Vollzug der Freiheitsentziehung
Durchgeführt wurde die Abschiebungshaft teilweise in Justizvollzugsanstalten oder im Polizeigewahrsam, wobei nach neuerer Rechtsprechung die erstere grundsätzlich rechtswidrig ist und zwar auch dann, wenn die Häftlinge getrennt von Strafgefangenen untergebracht werden (vgl. § 62a AufenthG).
Inzwischen wird die Freiheitsentziehung in der Regel nur noch in reinen Abschiebungshaftanstalten vollzogen.
Die größte Einrichtung dieser Art ist die Unterbringungseinrichtung für Ausreisepflichtige Büren mit 175 Plätzen.
Weitere Einrichtungen dieser Art befinden sich in Eichstätt (Einrichtung für Abschiebungshaft des Landes Bayern) mit 86 Plätzen für Männer, 10 Plätzen für Frauen,, AHE am Flughafen München mit 22 Haftplätzen für Männer, Hannover-Langenhagen (Niedersachsen, 68 Plätze), Ingelheim am Rhein (Rheinland-Pfalz, 40 Plätze), Pforzheim (Baden-Württemberg, 51 Plätze) und Darmstadt-Eberstadt (Hessen) mit 80 Haftplätzen
In Glückstadt ist im August 2021 eine neue Abschiebungshafteinrichtung mit 60 Plätzen eröffnet worden. Die Landesregierungen von Mecklenburg-Vorpommern, Schleswig-Holstein und Hamburg haben den Bau beschlossen, teilten sich die Kosten und nutzen gemeinsam die Einrichtung.
Auch in der Stadt Hof wurde eine neue Abschiebungshafteinrichtung mit 150 Plätzen gebaut und der örtlichen JVA angegliedert. Die Anstalt ist im Oktober 2021 in Betrieb gegangen.
Im bayrischen Passau wird aktuell eine neue Hafteinrichtung mit bis zu 250 Haftpätzen gebaut. Mit der Fertigstellung wird nicht vor 2027 gerechnet.
Die bis Juni 2017 einzige Einrichtung für Abschiebungshaft für Bayern in Mühldorf am Inn wurde mit Inbetriebnahme der Abschiebungshafteinrichtung Eichstätt zum 1. Juni 2017 in eine reguläre Justizvollzugsanstalt rückgewidmet. Früher bestanden Abschiebungshafteinrichtungen in Berlin-Köpenick und Rendsburg (Schleswig-Holstein). Auch in der JVA Mannheim (Baden-Württemberg) sowie in der JVA Volkstedt (Sachsen-Anhalt) wurde Abschiebungshaft vollzogen.
Wird Abschiebungshaft in Justizvollzugsanstalten vollzogen, so gilt bei der Unterbringung das Strafvollzugsgesetz als Regelung für die Unterbringung. Viele der deutschen Länder haben zusätzliche Regelungen in Form von Gesetzen und Erlassen erstellt.

### Geschichte
Eine erste Abschiebungshaft-Regelung wurde in Bayern 1919 während der Nachkriegswirren verabschiedet. Am 25. Mai 1919 verabschiedeten die Ministerien für Inneres und militärische Angelegenheiten die „Bekanntmachungen über Aufenthalts- und Zuzugsbeschränkungen“, die das geltende Fremdenrecht unter der Maßgabe einer Revolutionsprävention (unmittelbar nach Ende der Münchner Räterepublik) verschärften. Im April 1920 wurde ein Ausländer-Sammellager in der Festung Fort Prinz Karl in der Nähe von Ingolstadt eingerichtet.
In der 1938 verabschiedeten „Ausländerpolizeiverordnung“ fand die bayrische Regelung im § 7 Eingang: „Der Ausländer ist (…) durch Anwendung unmittelbaren Zwanges aus dem Reichsgebiet abzuschieben, wenn er das Reichsgebiet nicht freiwillig verlässt oder wenn die Anwendung unmittelbaren Zwanges aus anderen Gründen geboten erscheint. Zur Sicherung der Abschiebung kann der Ausländer in Abschiebehaft genommen werden.“ Diese Regelung der Ausländerpolizeiverordnung galt in Westdeutschland unverändert bis 1965.
Von 1965 bis 2004 regelten die beiden Ausländergesetze die Abschiebungshaft: Das Gesetz von 1965 in § 16 und das Gesetz von 1990 in § 57. Seit 2005 gilt in der Bundesrepublik Deutschland das Aufenthaltsgesetz. Darin regelt § 62 die Abschiebungshaft.

## Österreich
Die Inhaftierung nicht-österreichischer Staatsbürger zu asyl- und fremdenrechtlichen Zwecken unterliegt dem Verwaltungsrecht und wird seit 1. Jänner 2006 im „Bundesgesetz über die Ausübung der Fremdenpolizei, die Ausstellung von Dokumenten für Fremde und die Erteilung von Einreisetiteln (Fremdenpolizeigesetz 2005 – FPG)“ – vor allem §§ 76 bis 81 geregelt.
Fremde können festgenommen und angehalten werden (Schubhaft), sofern dies notwendig ist, um das Verfahren zur Erlassung eines Aufenthaltsverbotes oder einer Ausweisung oder um die Abschiebung, die Zurückschiebung oder die Durchbeförderung zu sichern. Über Fremde, die sich rechtmäßig im Bundesgebiet aufhalten, darf Schubhaft verhängt werden, wenn auf Grund bestimmter Tatsachen anzunehmen ist, sie würden sich dem Verfahren entziehen. Bei Minderjährigen ist das so genannte „gelindere Mittel“, etwa durch Meldepflichten, der Schubhaft vorzuziehen.
Die Haft wird von einem Beamten des Bundesamtes für Fremdenwesen und Asyl mittels Bescheid angeordnet. Diese Behörde ist dem Bundesministerium für Inneres unterstellt. Die maximale Dauer der Schubhaft beträgt zehn Monate.
In der Regel wird die Schubhaft in einem Polizeianhaltezentrum vollzogen, das den Bestimmungen des Verwaltungsstrafgesetzes bzw. der Anhalteordnung unterliegt. Als zuständige Oberbehörde tritt das Bundesministerium für Inneres auf. In nur wenigen Fällen wird auf Justizanstalten zurückgegriffen. Die einzelnen Gefangenenhäuser haben eine stark unterschiedliche Kapazität zwischen sieben und ca. 300 Häftlingen.

## Schweiz
Im Schweizer Recht wird zwischen Vorbereitungshaft, Ausschaffungshaft und Durchsetzungshaft unterschieden. Alle drei Haftarten sind zulässig für Erwachsene sowie für Minderjährige ab 15 Jahren. Es handelt sich um Administrativhaft, die von den kantonalen Migrationsbehörden angeordnet wird. Die Haft muss innerhalb von 96 Stunden von einem Haftrichter auf ihre Rechtmäßigkeit überprüft werden. Die Inhaftierung ausländischer Staatsbürger ohne Aufenthaltsbewilligung ist im „Bundesgesetz über die Ausländerinnen und Ausländer und über die Integration“ (AIG) vom 16. Dezember 2005, Art. 73–82, geregelt. Zu den Zwangsmassnahmen im Gesetz gehören auch die kurzfristige Festhaltung (max. 3 Tage) sowie die Ein- oder Ausgrenzung (Verbot, ein bestimmtes Gebiet zu verlassen oder zu betreten).
Die Vorbereitungshaft kann gegen Personen ohne Aufenthaltsbewilligung verhängt werden, um die Durchführung eines Wegweisungsverfahrens sicherzustellen. Mögliche Gründe für eine Vorbereitungshaft werden im Gesetz unter Art. 75 Abs. 1 Bst. a–h angeführt. Die Maximaldauer der Vorbereitungshaft ist 6 Monate.
Die Ausschaffungshaft kann anschließend an die Vorbereitungshaft oder neu angeordnet werden. Sie bezweckt die Sicherstellung des Vollzugs eines Weg- oder Ausweisungsentscheids oder kann wegen fehlender Mitwirkung bei der Beschaffung der Reisepapiere angeordnet werden. Die Maximaldauer der Ausschaffungshaft beträgt 60 Tage.
Die Durchsetzungshaft kann angeordnet werden, wenn eine Person die Schweiz nicht innerhalb der ihr gesetzten Frist verlassen hat und eine Weg- oder Ausweisung aufgrund ihres persönlichen Verhaltens nicht vollzogen werden kann. Sie kann auch angeordnet werden, wenn die Anordnung der Ausschaffungshaft nicht zulässig ist und eine mildere Maßnahme nicht zum Ziel (der Ausreise der Person) führt. Die Durchsetzungshaft kann für einen Monat angeordnet und mit Zustimmung der kantonalen richterlichen Behörde jeweils um zwei Monate verlängert werden.
Alle drei Haftarten dürfen zusammen die maximale Dauer von sechs Monaten nicht überschreiten. Mit Zustimmung der kantonalen richterlichen Behörde ist eine Verlängerung um maximal 12 Monate möglich, bei Minderjährigen zwischen 15 und 18 Jahren um sechs Monate. Für Personen ab 18 Jahren ergibt sich damit eine maximale Haftdauer von 1,5 Jahren, für Minderjährige ab 15 Jahren von einem Jahr (Art. 80 AIG).

## Europäische Union
In der Rückführungsrichtlinie vom 16. Dezember 2008 ist eine Abschiebungshaft von sechs Monaten, in Ausnahmefällen von bis zu 18 Monaten vorgesehen (Art. 15 Abs. 5 und 6 der Richtlinie). Über die Dauer des Einreiseverbots wird in Anbetracht der jeweiligen Umstände des Einzelfalls entschieden; es darf grundsätzlich fünf Jahre nicht überschreiten (Art. 11 Abs. 2 der Richtlinie). Zuvor hatten die Mitgliedstaaten eigenständig über die Abschiebungshaft entschieden (in Estland, Großbritannien, den Niederlanden und sechs weiteren EU-Staaten gilt eine unbegrenzte Haftdauer). Von Menschenrechtsorganisationen wurde die Regelung als „Richtlinie der Schande“ kritisiert.
Am 19. Juli 2013 ist die Verordnung (EU) Nr. 604/2013 (Dublin III) in Kraft getreten, die Modalitäten der Inhaftnahme zum Zwecke der Überstellung in ein anderes EU-Land einheitlich regelt. Nach Art. 28 dieser Verordnung dürfen die Mitgliedsstaaten eine Person in Haft nehmen, wenn eine erhebliche Fluchtgefahr besteht und die Verhältnismäßigkeit gewahrt ist.

## UNHCR
Der UNHCR gab 2012 seine Haft-Richtlinien heraus, die in zehn Richtlinien gefasst sind. Die Haft-Richtlinien ersetzten die UNHCR-Richtlinien über anwendbare Kriterien und Standards betreffend die Haft von Asylsuchenden von 1999 mit ebenfalls zehn Richtlinien. Sie zeigen enge Grenzen für die Zulässigkeit einer Inhaftierung von Asylbewerbern auf.

## Schübling
Schübling bezeichnet im Fachjargon eine Person, die sich in Abschiebungshaft befindet. Das Wort kann bis ins 18. Jahrhundert nachgewiesen werden und war sowohl in Österreich als auch in Deutschland ein Begriff der Rechtssprache. 2004 wurde das vermeintlich neue Wort von der germanistischen Fachwelt jedoch als Neologismus aufgenommen, nachdem eine akademische Jury der Karl-Franzens-Universität Graz den „Schübling“ zum „Österreichischen Unwort des Jahres 1999“ gewählt hatte.